# Nikolái Linevich
Nikolái Petrovich Linevich, también Lenevich y Linevitch (en ruso: Николай Петрович Линевич, en ucraniano: Ліневич Микола Петрович; 5 de enero de 1839 - 23 de abril de 1908) fue un oficial militar de carrera, General de Infantería (1903) y general adjunto en el Ejército Imperial Ruso en el Extremo Oriente durante la última parte de la guerra ruso-japonesa.

## Biografía
Nacido en una familia noble en Chernígov (actualmente Ucrania), Linevich entró en el servicio militar como cadete en 1855. Estacionado con el 75.º Regimiento de Infantería en Sebastopol, su primera experiencia de combate fue contra tribus de montaña en el occidente de las montañas del Cáucaso. Se hizo un nombre en la guerra ruso-turca (1877-1878), y fue nombrado comandante de la División del Sur de Ussuri en 1895.
Durante la Rebelión de los Bóxers, Linevich era comandante del 1.º Cuerpo de Ejército Siberiano. Participó en la batalla de Peking en 1900. En 1903, fue nombrado comandante del Distrito Militar Amur como Gobernador General de Dauria.
Al estallar la guerra ruso-japonesa, Linevich estuvo temporalmente al cargo del Ejército ruso de Manchuria hasta la llegada del Aleksey Kuropatkin el 15 de marzo de 1904. Fue puesto de nuevo al mando del Primer Ejército Manchurio entre octubre de 1904 y el 3 de marzo de 1905. Tras la derrota rusa en la batalla de Mukden, el General Kuropatkin fue relevado de su mando, y Linevich fue promovido a sucederlo como comandante en jefe de los ejércitos rusos en el Extremo Oriente. Sin embargo, después de promovido, Linevich procrastinó, molestando al zar Nicolás II con interminables demandas de refuerzos, insistiendo en tener una superioridad numérica de 1,5:1 antes de ir a una ofensiva contra las posiciones japonesas. Se opuso a negociaciones japonesas con Japón, aconsejando al zar Nicolás que una victoria en tierra era cierta una vez llegaran los refuerzos requeridos. Después del Tratado de Portsmouth la guerra terminó, Linevich supervisó la evacuación de las fuerzas rusas de Manchuria, obstaculizada por huelgas y agitación revolucionaria por los trabajadores ferroviarios. Rechazó tomar medidas contra los obreros, y cuando una porción de sus tropas se rebeló como parte de la Revolución rusa de 1905, no tuvo prisa en sofocar los alzamientos. Como resultado, fue relevado de sus obligaciones en febrero de 1906. Linevich pasó el resto de su vida en retiro. Su diario de guerra (La guerra rusa-japonesa. Los diarios de AN Kuropatkin y NP Linevich) fue publicado póstumamente en 1925.

## Honores
- Orden de San Jorge, 3.ª clase, agosto de 1900
- Orden de San Jorge, 4.ª clase
- Orden de San Vladimir, 3.º grado
- Orden de San Vladimir, 4.º grado
- Orden de Santa Ana 3.º grado
- Orden de San Estanislao 3.º grado
- Orden de Leopoldo, 1.º grado (Bélgica)
- Orden del Sol Naciente, 1.º grado, (Japón)
- Orden de San Andrés